# 手嶋智子
手嶋 智子（てしま ともこ、1983年12月26日 - ）は、日本の元ファッションモデル、元女優。奈良県出身。スターダストプロモーションに所属していた。

## 略歴
- 関西外国語大学短期大学部英米語学科卒業。
- 2004年、ミス・インターナショナル日本選抜トップ10入り。
- 2007年、マウイハーフマラソンで536位、2:24:37（初マラソン）。
- 2007年、東京シティハーフマラソンで100位、2:06:20。

## 出演

### テレビドラマ
- 世にも奇妙な物語 15周年の特別編「運命の赤い糸」（2006年3月28日、フジテレビ系）
- スイーツドリーム（2006年9月4日 - 10月27日、TBS系） - 高木舞子 役
- 銭華2DX豪華版（2007年4月4日、日本テレビ系） - 女子大生 役
- セクシーボイスアンドロボ 第3話（2007年、日本テレビ系） - 電池配りの女の子 役
- 喰いタン2 第10話（2007年、日本テレビ系） - 川口真由美 役
- ミラクルボイス（2008年1月3日、TBS系） - 杉浦 役
- 絶対彼氏〜完全無欠の恋人ロボット〜 第7話（2008年、フジテレビ系） - 先生 役
- あたしたちの快感桃色日記「極上ナイトに指名して」（2009年、BS11） - ゆう子 役
- 猿ロック エピソード3（2009年9月3日、日本テレビ系）

### 舞台
- 「へなちょこヴィーナス」作・演出/森岡利行（2008年10月16日 - 19日、ウッディーシアター中目黒） - 額田幹 役
- 「新春 遠山のしゅんさんIII〜龍之介 浮気?本気?兄弟仁義!!の巻〜」作・演出/藤森一朗（2009年1月8日 - 12日、Air studio） - 楓 役
- 「映像都市2009」作・演出/森岡利行（2009年3月27日 - 31日、ウッディーシアター中目黒） - 火夜 役
- 「路地裏の優しい猫」作・演出/森岡利行（2009年4月29日 - 5月5日、新国立劇場・小劇場） - マル 役

### CM
- KDDI、au携帯電話「着うたダウンロード」（2004年）
- フォンテーヌ (カツラメーカー)（2005年 - 2007年）
- Panasonic「LUMIX」（2007年）
- 麒麟麦酒「白麒麟」（2007年）
- ソースネクスト「筆王ZERO」（2007年）
- スポーツ振興くじ「BIG toto」（2007年 - 2008年）
- 東芝、KDDI/沖縄セルラー電話（auブランド）向け携帯電話「Sportio（W63T）」（2008年）
- 高木産業「パーパスECOジョーズ」（2008年）
- クリスタ長堀イメージモデル (2009年、2010年)
- 三基商事「ビオドラガ化粧品」（2009年）
- 第一三共ヘルスケア（AGシリーズ）（2010年）
- サントリー「C.C.Lemon Zero」（2010年）
- 本田技研工業「freed spike」（2010年）
- ジョンソン「カビキラー電動スプレー」（2010年）

### MV
- 柴咲コウ「ひと恋めぐり」（2007年）
- タイナカサチ「また明日ね」（2008年）